# Scheloribates praeoccupatissimus
Scheloribates praeoccupatissimus är en kvalsterart som beskrevs av Subías 2004. Scheloribates praeoccupatissimus ingår i släktet Scheloribates och familjen Scheloribatidae. Inga underarter finns listade i Catalogue of Life.